# Cricket en los Juegos Panafricanos de 2023
El Cricket en los Juegos Panafricanos de 2023 se llevó a cabo del 7 al 23 de marzo en el Archimota Oval en Accra, Ghana. Es la primera ocasión en la que el críquet forma parte de los eventos en los Juegos Panafricanos.

## Resultados
| Evento    | Oro | Plata | Bronce |
| --------- | --- | --- | --- |
| Masculino | Zimbabue Brian Bennett Johnathan Campbell Takudzwa Chataira Alex Falao Trevor Gwandu Kudakwashe Macheka Clive Madande Tadiwanashe Marumani Wallace Mubayiwa Ashley Mufandauya Tony Munyonga Rodney Mupfudza Tashinga Musekiwa Owen Muzondo Nick Welch           | Namibia Jan Balt Peter-Daniel Blignaut Jack Brassell Niko Davin Shaun Fouché Addo Iita Junior Kariata Handre Klazinge JP Kotze Malan Kruger Dylan Leicher Jan Nicol Loftie-Eaton Ben Shikongo Simon Shikongo Gerhard Janse van Rensburg | Uganda Fred Achelam Bilal Hassan Cyrus Kakuru Cosmas Kyewuta Ronald Lutaaya Brian Masaba Juma Miyagi Roger Mukasa Dinesh Nakrani Robinson Obuya Alpesh Ramjani Henry Ssenyondo Simon Ssesazi Kenneth Waiswa                                             |
| Femenino  | Zimbabue Kudzai Chigora Francisca Chipare Chiedza Dhururu Nyasha Gwanzura Lindokuhle Mabhero Precious Marange Sharne Mayers Audrey Mazvishaya Pellagia Mujaji Modester Mupachikwa Mary-Anne Musonda Kelis Ndhlovu Josephine Nkomo Nomvelo Sibanda Loreen Tshuma | Sudáfrica Nobulumko Baneti Jemma Botha Annerie Dercksen Jenna Evans Gandhi Jafta Leah Jones Simone Lourens Karabo Meso Seshnie Naidu Kayla Reyneke Nondumiso Shangase Miane Smit Faye Tunnicliffe Jané Winster Caitlin Wyngaard         | Nigeria Blessing Etim Rukayat Abdulrasak Shola Adekunle Peculiar Agboya Christabel Chukwuonye Favour Eseigbe Sarah Etim Victory Igbinedion Abigail Igbobie Esther Odunayo Usen Peace Lucky Piety Rachael Samson Esther Sandy Salome Sunday Lillian Udeh |

## Medallero
| Núm. | País      | Oro | Plata | Bronce | Total |
| ---- | --------- | --- | ----- | ------ | ----- |
| 1    | Zimbabue  | 2   | 0     | 0      | 2     |
| 2    | Namibia   | 0   | 1     | 0      | 1     |
| 2    | Sudáfrica | 0   | 1     | 0      | 1     |
| 4    | Nigeria   | 0   | 0     | 1      | 1     |
| 4    | Uganda    | 0   | 0     | 1      | 1     |